# Лапин, Илья Соломонович
Илья Соломонович Лапин (26 марта 1868, Гродно, Гродненская губерния, Российская империя — 28 октября 1931, Париж, Франция) — французский предприниматель, издатель и печатник. В сферу его интересов входили художественные издания, в том числе почтовые открытки.

## Биография
Родился 26 марта 1868 года в семье Соломона Фишелевича и Соры Мордхелевны-Иосифовны Лапиных, предположительно гродненских мещан и владельцев типографии.
Информация о детстве и юношестве И. С. Лапина отсутствует. Нет почти ничего, что могло бы указывать на обучение, ранние роды занятий, равно как и на его возможные перемещения. С долей уверенности можно предполагать, что путь в Париж был проложен его сестрой Ракель Лапиной, которая в 1892 году вышла замуж за врача по фамилии Перли (Perlis).
Во французских источниках Лапин фигурирует под фамилией Лапина́ (фр. Lapinа), ударение, в соответствии с правилами французского языка, падает на последний слог. Илья Лапин иногда упоминается в периодике как «J. Lapina» в контексте, который не оставляет сомнений относительно того, что речь идет именно о нём.
Неизвестно обучался ли Лапин во Франции. Во всяком случае в 1898 году он управлял ежегодным балом ассоциации русских студентов-евреев. Сопутствующие данные косвенно свидетельствуют о том, что на тот момент Лапина можно было уже считать состоявшимся художником. Сам Лапин, согласно его собственным изданиям, называл себя чертёжником (фр. dessinateur), печатником-издателем (фр. imprimeur-éditeur).
22 января 1899 г. в храме на улице Нотр-Дам-де-Назарет Илья Лапин сочетался браком с Мартой Гольдшмидт (14 мая 1878 г. — 14 октября 1951 г.). Одним из свидетелей со стороны жениха был скульптор М. М. Антокольский. В браке был рождён единственный сын Серж (8 ноября 1899 г. — 27 февраля 1953 г.).
Адреса, по которым Лапин жил, работал, скончался и был похоронен находятся в XIV округе Парижа. Типография находилась на улице Данфер-Рошеро, дом 75 или по «двойному» адресу — ул. Данфер-Рошеро, дома 75 и 77. В конце 1924 г. Лапин открыл магазин предметов искусства и роскошных изданий по адресу ул. Лафит, 43. Издатель жил в доме 91 по проспекту Орлеан.
В январе 1914 года И. С. Лапин стал кавалером ордена Почётного легиона. В соответствующем декрете сказано: «Г-н Лапина́ (Илья), русский подданный (фр. sujet russe), чертежник, печатник, издатель; заслуги в области французской промышленности и искусства; 25 лет промышленной практики». Был представлен к награде министерством иностранных дел.
В августе 1931 года И. С. Лапин был произведён в офицеры ордена Почётного легиона. Из официального объявления следует, что издатель был представлен к этой награде министерством коммерции и промышленности за «участие в Лейпцигской ярмарке».
Умер 28 октября 1931 года в Париже. Похоронен на кладбище Монпарнас. Похороны состоялись в узком кругу близких людей. Неизвестно ни одного некролога в адрес Лапина, несмотря на то что список газет и журналов, писавших о нём в течение жизни, исчисляется несколькими десятками.

## Профессиональная и общественная деятельность
На Всемирной универсальной Парижской выставке 1900 года Лапин участвовал в русском отделе по классу 11 (типография и печать) и экспонировал «…образцы акварелей и рисунков, исполненных им от имени русских домов».
В январе 1908 года в еженедельнике «Archives commerciales de la France» было опубликовано извещение о создании «товарищества на вере “Илья Лапина́ и компания”» с уставным капиталом 315 000 франков, из которых 100 000 внесены товарищами-вкладчиками. Список товарищей неизвестен, можно лишь утверждать, что это предприятие Лапин открыл не сам, а с чьей-то помощью. В качестве направления деятельности новой организации были указаны «художественные издания и печать». Предприятие было зарегистрировано в XIV округе Парижа в доме № 83 по улице Томб-Иссуар. В 1909 году товарищество появляется в «Ежегоднике французской и зарубежной печати и мира политики» в списке французских печатников.
В феврале 1911 года Лапин прибыл в Москву, остановился в гостинице «Националь» и занялся установлением деловых контактов — преимущественно с художниками и другими деятелями искусства, а также с людьми, способными помочь ему в организации фотосъёмок в музеях. В марте того же года издатель отправился в Санкт-Петербург, где обращался с запросами о  разрешениях на съёмки картин из собраний Русского музея и Зимнего дворца. Лапину не удалось должным образом договориться с руководством Русского музея, и 20 из 50 репродукций были получены обходными путями. Попытки наладить сотрудничество в конце концов увенчались успехом, так что в сентябре 1913 года фотограф Лапина был допущен к съёмкам работ из коллекции Русского музея.
К 1912 году относится выпуск Лапиным альбома «За веру, царя и Отечество», посвящённого Отечественной войне 1812 года и книги «Альбом изображений картин Русского музея императора Александра III». В феврале 1912 года Лапин печатал работы художника Яна Стыка. В том же месяце издатель вновь появился в Петербурге по делам, связанным с изданием альбома к 300-летию дома Романовых. В мае 1912 года Лапин получил звание поставщика двора Его Императорского Величества, как утверждают, в обход правил.
В 1913 году, помимо юбилейного альбома к 300-летию дома Романовых, Лапин издал книгу «100 портретов деятелей русского искусства» и «Альбом польского искусства». К июню 1913 года относится хронологически первое упоминание о такой важной стороне издательского дела Лапина, как выпуск открыток. С 1913 годом также связывают оказание Лапиным типографских услуг издательству при Общине св. Евгении. В августе 1913 года  работа товарищества «Илья Лапина́ и компания» завершилась. В объявлениях и заметках прежнее наименование «Илья Лапина́ и компания» сменилось на простое «Илья Лапина́».
В конце 1913 — начале 1914 года появилась информация о выходе в издательстве Лапина «с обычной для него роскошью» книги «Леопольд Бернштам: его жизнь, его дело» (фр. Léopold Bernstamm, sa vie, son oeuvre). Издание о российском скульпторе-портретисте было подготовлено его сыном.
В первой половине 1914 года некоторые издания выпускались и на французском, и на русском языках, например, «Шедевры Люксембургского музея».
В апреле 1914 года газета «Journal» сообщала о судебном противостоянии между Лапиным и немецким обществом «Photographische Gesellschaft». В 1897 году общество приобрело у русского художника В. В. Верещагина «эксклюзивное право на воспроизведение 14 его полотен, изображающих эпизоды кампании Наполеона I в России». Впоследствии общество обнаружило, что «русский издатель Лапина́, которого французское правительство недавно наградило орденом Почётного легиона, воспроизвёл эти полотна» на почтовых карточках и в изданной им в 1912 году книге о Наполеоне. Организация требовала возместить ей убытки в размере 10 000 франков. Другими ответчиками по иску были издатель Эрнест Фламмарион (фр. Flammarion) и распространитель открыток Хейманн (фр. Heymann). Суд отклонил иск немецкого общества по нескольким различным юридическим основаниям. Лапин подал встречный иск и отсудил у немецкого общества 5 000 франков.
С началом Первой мировой войны начался постепенный отрыв издателя от России. Во время Первой мировой войны Лапин издал множество патриотических открыток, печатал плакаты и афиши преимущественно военной тематики. Сотрудничество с Лапиным художника С. С. Соломко – одна из наиболее известных в отечественной филокартии сторон деятельности издателя. Осенью 1915 года проходил «День фронтовика», к которому Лапин издал открытки. В аналогичных мероприятиях издатель участвовал и в другие годы.
В ноябре 1917 года газета «Круа» (фр. Croix) опубликовала заметку, озаглавленную «Всегда кстати о “Дне фронтовика”: вопросы без ответов», своеобразный дайджест из публикаций в других изданиях, в которых говорилось в частности о требовании предать гласности сведения о том, на что именно были употреблены 1 561 028 франков 80 сантимов, упомянутые в графе расходов «Дня фронтовика», и о возможной связи Лапина с «осведомителем русского посольства» Азефом. В связи с этим возникает вопрос о возможном наличии связи между Лапиным и уроженкой Гродно Эстер (Эсфирью) Лапиной, которая «вступила в боевую организацию партии социалистов-революционеров под руководством Е. Ф. Азефа» и впоследствии, после его разоблачения, покончила с собой в Париже в 1909 году.
В 1924 г. Лапин был указан в качестве одного из учредителей «Общества Фрагонара в Грассе», основанного «с целью изучения и сохранения художественного и исторического наследия Нижнего Прованса». Общество создало музей Фрагонара в Грассе, который впоследствии был расширен и превращен в музей искусства и истории Прованса, существующий по сей день.
В 1925 году Лапин фигурирует в ежегоднике «Общий справочник французского производства». Относительно рода занятий указано: «чертёжник, печатник-издатель, художественные и коммерческие репродукции в технике хромолитографии, гелиогравюры и трехцветной печати». Имеются сведения об участии Лапин в «Международной выставке декоративных искусств и современной промышленности», которая проходила в Париже в 1925 году.
В марте 1928 г. по прежнему адресу на улице Данфер-Рошеро зарегистрировано «Издательство “Лапина́ и сын”» с уставным капиталом в 1 миллион 250 тысяч франков. Французское слово «fils» имеет одинаковые формы единственного и множественного числа, то есть может переводиться и как «сын», и как «сыновья», но у Лапина был один сын. В качестве направления деятельности указаны типографские услуги, книгоиздание и выпуск открыток.
Имя И. С. Лапина указывалось в списке участников «Лиги защиты угнетённых евреев», в числе членов-донаторов Национального комитета советников по внешней торговле Франции, акционеров общества «Недвижимое имущество художественных издательств», членов «Парижского книжного кружка», а также «Профсоюзной палаты издателей художественных книг и публикаций ограниченным тиражом».
Выпущенные издательством И. С. Лапина почтовые открытки вплоть до настоящего времени являются предметом интереса коллекционеров и музейных работников.